# Kwara United Football Club
Maillots
Actualités
Dernière mise à jour : 28 août 2011.
Le Kwara United Football Club est un club nigérian de football basé à Ilorin, fondé en 1997.

## Histoire
Le club se classe deuxième du championnat de première division lors de la saison 1998, avec un bilan de 15 victoires, 8 nuls et 11 défaites. 	
Le club participe par deux fois à une compétition continentale. Il dispute la Coupe de la CAF en 1999, puis la Coupe de la confédération en 2007.
En 2019, le club est revenu dans la ligue d'élite après avoir été relégué auparavant et ils ont connu un succès considérable entre 2020 à 2022 au cours de laquelle ils ont réussi à se qualifie à nouveau pour le Coupe de la confédération en 2022 avec l'aide de joueurs comme Michael Ohanu, Afeez Nosiru, Dele Aiyenugba entre autres.

## Palmarès
- Championnat du Nigeria
  - Vice-champion : 1998

- Coupe de la confédération
  - Deuxième tour : 2022-23

## Anciens joueurs
- Dele Aiyenugba
- Chukwuma Akabueze
- Bassey Akpan
- Victor Obinna
- Seyi Olofinjana